# 謝普利斯山
77°26′S 160°24′E / 77.433°S 160.400°E
謝普利斯山（英語：Shapeless Mountain）是南極洲的山峰，位於維多利亞地，海拔高度2,740米，該山峰在1957年由新西蘭的探險隊命名，現時由南極條約體系管理。